# Miguel Cancino
Miguel Cancino is een Amerikaanse muzikant. Cancino is het meest bekend als drummer van de band Unida. Hij is een muzikant uit de Palm Desert Scene.

## Biografie
Cancino begon in kleine bandjes te spelen tijdens zijn schooltijd. Hij was ook een bekende tijdens de "generator party's", waarmee Kyuss mee bekend is geworden.
In 1999 startte Cancino met ex-Kyuss-zanger John Garcia en Arthur Seay de band Unida. Met deze band nam hij één ep en twee albums op.
In 2007 begon hij de band House Of Broken Promises nadat Garcia zich bij de band Hermano voegde.

## Discografie

### MetUnida
| Jaar | Titel                          | Opmerkingen |
| ---- | ------------------------------ | ----------- |
| 1999 | "The Best of Wayne-Gro"        | Drum        |
| 1999 | "Coping with the Urban Coyote" | Drum        |
| 2001 | "The Great Divide"             | Drum        |

### MetHouse Of Broken Promises
| Jaar | Titel                                 | Opmerkingen |
| ---- | ------------------------------------- | ----------- |
| 2007 | "Death in Pretty Wrapping"            | Drum        |
| 2007 | "House of Broken Promises / Duster69" | Drum        |
| 2010 | "Using The Useless"                   | Drum        |